# Gen Urobuchi
Gen Urobuchi (虚渊 玄 Urobuchi Gen?,  Tokio, Japón, 20 de diciembre de 1972) es un escritor y guionista de novelas visuales, novelas ligeras y anime japonés. Algunas de sus obras más populares son las novelas visuales Saya no Uta, Phantom: Requiem for the Phantom y Kikokugai, los animes Puella Magi Madoka Magica (un éxito comercial que le valió un Tokyo Anime Award en la categoría de mejor guion), Psycho-Pass y Kamen Rider Gaim, además de la novela ligera Fate/Zero. Actualmente trabaja para la compañía Nitroplus, así como también para su rama de género yaoi-eroge, Nitro+Chiral, de la cual es director y supervisor del equipo de producción.
Debido a su larga lista de obras con temáticas oscuras, temas nihilistas y giros trágicos, le ha ganado el apodo de "Urobutcher" («butcher» significa carnicero en inglés) por parte de sus fanáticos.

## Trabajos

### Novelas visuales

#### Con Nitroplus
- Phantom: Requiem for the Phantom (2000)
- Vampirdzhija Vjedogonia (2001)
- Kikokugai: The Cyber Slayer (2002)
- Jōka no Monshō (2003)
- Saya no Uta (2003)
- Outlaw Django - Zoku: Satsuriku no Django (2007)
- Psycho-Pass: Mandatory Happiness (2015) - Supervisor[1]

#### Con Nitro+Chiral
- Togainu no Chi (2005) (director general/supervisor)
- Lamento -BEYOND THE VOID- (2006) (Supervisor)
- sweet pool (2008) (Supervisor)

### Novelas ligeras
Fate/Zero
- Fate/Zero 1
- Fate/Zero 2
- Fate/Zero 3
- Fate/Zero 4

Eisen Flügel
- Eisen Flügel
- Eisen Flügel 2

Black Lagoon
- Black Lagoon
- Black Lagoon 2

Kin no hitomi to tetsu no ken
- Kin no hitomi to tetsu no ken

Hakubō no Dendōshi
- Hakubō no Dendōshi

### Anime
- Blassreiter (2008)
- Phantom: Requiem for the Phantom (2009)
- Puella Magi Madoka Magica (2011)
- Fate/Zero (2011)
- Psycho-Pass (2012)[2]
- Gargantia on the Verdurous Planet (2013)
- Expelled from Paradise (2014)[3]
- Aldnoah.Zero (2014)
- Gunslinger Stratos The Animation (2015)
- Chaos Dragon: Red Dragon Campaign (2015)
- Wooser's Hand-to-Mouth Life: Phantasmagoric Arc (2015)
- Concrete Revolutio: The Last Song (2016)
- Thunderbolt Fantasy (2016)
- Godzilla: monster planet (2017)
- Revenger (2023)

### Videojuego
- Puella Magi Madoka Magica Portable (planificación del proyecto y supervisor)[4]

### Acción real
- Kamen Rider Gaim (2013–2014)